# Paragaleus randalli
Espèce
Répartition géographique
Statut de conservation UICN

 NT  : Quasi menacé
Paragaleus randalli est une espèce de requins de la famille des Hemigaleidae.

## Distribution
Cette espèce se rencontre dans le nord de l'océan Indien.

## Description
Paragaleus randalli mesure jusqu'à 48 cm.